# Niels Lan Doky
Niels Lan Doky (Kopenhagen, 3 oktober 1963) is een Deense jazzpianist, -componist en -producent. Hij is de oudere broer van jazzbassist Chris Minh Doky.

## Biografie
Hij werd geboren in Kopenhagen van een Deense moeder en een Vietnamese vader. Zijn vader werkte als arts, maar was ook een klassiek geschoolde gitarist, dus de gitaar was Niels' eerste instrument. Hij stapte op 11-jarige leeftijd over op piano. Hij ging begin jaren 1980 naar het Berklee College of Music. In zijn carrière heeft hij 37 albums opgenomen als leader en leidde hij de band The Doky Brothers, met onder andere zijn broer Chris Minh Doky op basgitaar. Hij heeft ook gewerkt met Niels-Henning Ørsted Pedersen, John Scofield, Gino Vannelli, Pat Metheny, Joe Henderson, Mike Brecker, Dave Sanborn, Ray Brown, Woody Shaw, Charlie Haden, John McLaughlin en vele anderen.
In de nasleep van een zeer eclectische periode in zijn carrière (verschillende samenwerkingen op het gebied van wereldmuziek, pop, klassiek en elektronica, ontmoeting en een optreden voor paus Johannes Paulus II in het Vaticaan, een onderscheiding ontvangen van de koninklijke familie van Denemarken, benoemd tot lid van de Music Committee onder de Deense Arts Council door de Deense minister van Cultuur en zijn filmregiedebuut met de speelfilm Between a Smile and a Tear), is Lan Doky is de afgelopen jaren teruggekeerd naar zijn roots, door er een prioriteit van te maken om met zijn jazztrio te toeren - dat in zijn Amerikaanse editie drummer Jeff 'Tain' Watts, bassist Ira Coleman of Gary Peacock omvat en in zijn Deense editie bassist Jonathan Bremer en drummer Niclas Bardeleben. Hij maakt ook deel uit van The Oscar Peterson Legacy Quartet, een project dat is opgericht in samenwerking met het Oscar Peterson Estate en met Peterson-alumni Dave Young, Alvin Queen en Ulf Wakenius en Lan Doky. Lan Doky heeft tot nu toe in totaal 37 albums uitgebracht als leader bij toonaangevende jazzlabels als Milestone Records, Blue Note Records, Verve Records, Columbia Records en Keystone/VideoArtsMusic. Zijn meest recente album (2013) is de uitgave van Warner/Parlophone Scandinavian Standards. Hij werd in 2010 geridderd door de koningin van Denemarken.
In de albumnotities van Lan Doky's debuutalbum Here or There (Storyville) uit 1986, schreef Dan Morgenstern (Institute of Jazz Studies aan de Rutgers University, New Jersey): "Er is niets bemoedigender en bevredigender dan voor het eerst kennis te maken met een jonge jazzmuzikant van echt formaat, iemand die je het gevoel kan geven dat de toekomst van de muziek in goede handen is. Er kan geen enkele twijfel over bestaan dat Doky's talent echt van belang is - dat zeldzame iets in de jazz van onze tijd, een originele stem in de grote traditie". Op 15-jarige leeftijd begon Niels Lan Doky samen te werken met Thad Jones en andere grote namen in de jazz. "Enkele van de meest inspirerende en invloedrijke mensen in mijn leven zijn de vele buitenlandse Amerikaanse jazzartiesten, die in Denemarken woonden en die ik tijdens mijn jeugd mocht ontmoeten. Jazzgenieën zoals Thad Jones, Ernie Wilkins, Kenny Drew jr., Ed Thigpen en vele anderen woonden en speelden in Kopenhagen en hadden een enorme impact op het lokale muziekcircuit. Destijds de toonaangevende jazzartiest van Denemarken, de inmiddels overleden bassist NHØP (Niels-Henning Ørsted Pedersen), hielp Niels Lan Doky in 1986 zijn eerste platencontract bij Storyville Records te krijgen en toerde en nam met hem op door heel Europa en in de Verenigde Staten tijdens de rest van het decennium en tot ver in de jaren 1990. NHØP werd een mentor voor Niels Lan Doky en speelde een cruciale rol bij het vinden van zijn eigen muzikale stem en het ontwikkelen van zijn eigen persoonlijke stijl.
Kort na het afronden van de middelbare school in 1981, volgde Lan Doky het advies van Thad Jones op en verhuisde naar de Verenigde Staten, waar hij (na eerst te hebben gestudeerd aan het Berklee College of Music in Boston) zich in New York vestigde en optrad bij de elite van het Amerikaanse jazzcircuit (Joe Henderson, Gary Peacock, Jack DeJohnette, Ray Brown, Randy en Michael Brecker, David Sanborn, Al Foster, Billy Hart, John Scofield, John Abercrombie, Bill Evans, Bob Berg, Tom Harrell, Ray Drummond, Al Jarreau, Charlie Haden, Gino Vannelli, etc.) naast leidende groepen onder zijn eigen naam in jazzclubs in New York, zoals de Village Vanguard, de Blue Note en Sweet Basil. In de afgelopen jaren is Lan Doky gevestigd in Parijs, dat door velen wordt beschouwd als het jazzcentrum van Europa. Maar hij brengt momenteel het grootste deel van zijn tijd door in Kopenhagen, waar hij medeoprichter is van twee zeer spraakmakende jazzclubs, meest recentelijk The Standard in Kopenhagen (2013) en daarvoor de heropening van Jazzhus Montmartre (2010). "Niels Lan Doky heeft bewezen een van de meest overtuigende discipelen van Bill Evans te worden. Zonder een zeer persoonlijke romantische gevoeligheid te vergeten, heeft Niels ook de geschiedenis van jazzpiano geassimileerd, door op zijn minst terug te gaan naar Art Tatum, in plaats van te stoppen, zoals velen doen, bij Hancock en Jarrett, om het post-Evans-tijdperk te verkennen. Melodieuze speler met een diepe en verhelderende aanraking" - Michel Contat in Télérama (Frankrijk).

## Films
Between a Smile and a Tear is een film die de relatie van een aantal muzikanten tot muziek, het leven en het Montmartre-tijdperk portretteert, waaronder twee concerten in een tijdelijk herrezen jazzclub Montmartre (Kopenhagen) in de zomer van 2004. Bijdragen en optreden in de documentaire naast Niels Lan Doky was de Deense bassist Mads Vinding, de Amerikaanse drummer Albert Tootie Heath, mondharmonicaspeler Toots Thielemans, Johnny Griffin (tenorsax), Didier Lockwood (viool) en Lisa Nilsson (zang). Lan Doky voltooit momenteel zijn volgende lange jazzdocumentaire Dreaming with Open Eyes met David Sanborn (altsax), Randy Brecker (trompet), Terri Lyne Carrington (drums), Gino Vannelli en Lisa Nilsson (zang).

## Discografie
- 1986:	Here or Then (Storyville) trio, met Niels-Henning Ørsted Pedersen (bas), Alvin Queen (drums)
- 1986:	The Target (Storyville) trio, met Niels-Henning Ørsted Pedersen (bas), Jack DeJohnette (drums)
- 1987:	The Truth (Storyville) kwartet, met Bob Berg (tenorsax), Bo Stief (bas), Terri Lyne Carrington (drums); in concert
- 1988:	Daybreak (Storyville) kwartet, met John Scofield (gitaar), Niels-Henning Ørsted Pedersen (bas), Terri Lyne Carrington (drums)
- 1989:	Close Encounter (Storyville) trio, met Gary Peacock (bas), Alex Riel (drums)
- 1992:	Paris by Night (Soul Note) kwartet, met Randy Brecker (trompet), Chris Minh Doky (bas), Daniel Humair (drums); in concert
- 1993?: Manhattan Portrait
- 1996?: Doky Brothers
- 1999?: Asian Session
- 2002?: Spain
- 2010?: Return to Denmark
- 2011?: Human Behavior

- Bibsys: 12074531
- Bibliothèque nationale de France: cb13948933b (data)
- CiNii: DA17933333
- Gemeinsame Normdatei: 134740432
- International Standard Name Identifier: 0000 0000 8938 547X
- Library of Congress Control Number: n87137845
- MusicBrainz: c51bb9cf-3817-42e8-ba3c-9d4699e50cbd
- Nederlandse Thesaurus van Auteursnamen: 151183066
- Système universitaire de documentation: 156838826
- Virtual International Authority File: 202084
- WorldCat: E39PBJfRBYvJg9dkrq8CJKyTpP